# Montebello (Colombia)
Montebello è un comune della Colombia facente parte del dipartimento di Antioquia.
Il centro abitato venne fondato da Juan Antonio Ríos nel 1876, mentre l'istituzione del comune è del 1913.